# Lin bisannuel
Linum bienne
Espèce
Classification phylogénétique
Le Lin bisannuel (Linum bienne) est une espèce de plantes à fleurs du genre Linum et de la famille des Linaceae. C'est une plante herbacée pouvant vivre de une à plusieurs années, de 30 à 60 cm de haut originaire du bassin méditerranéen et d'Europe occidentale, en allant au nord jusqu'en Angleterre et en Irlande.
Il est considéré comme l'ancêtre sauvage du lin cultivé, ayant été domestiqué dans le Croissant fertile au Néolithique.

## Étymologie et histoire de la nomenclature
Le nom de genre Linum vient du latin linum (et du grec λινον linon), désignant les plantes herbacées à tiges fibreuses nommées « lin » en français et par métonymie le fil et le tissu qu'on en fait.
L'épithète spécifique bienne est la forme déclinée du latin biennis « de la durée de deux ans » soit « bisannuel ».
Le botaniste anglais Philip Miller introduisit le Linum bienne en 1768 dans The Gardeners Dictionary, un lin tolérant à l'hiver, non traité par Carl Linné. Le spécimen décrit par Miller n'était pas un lin cultivé mais un lin sauvage qui fut par la suite bien décrit indépendamment par William Hudson en 1788 sous le nom de Linum angustifolium Huds.

## Description
Le Linum bienne est une plante annuelle, bisannuelle ou pérennante, glabre.
La tige dressée fait de 30 à 60 cm de haut, ramifiée à la base.
Les feuilles sont alternes, entières, sessiles, linaires-lancéolées, avec 1 à 3 nervures, de 5–25 × 1–1,5 mm.
Les fleurs, regroupées en panicules lâches, sont bleu clair, à 5 sépales libres, ovales, 5 pétales obovales (de 6-10 mm deux fois plus longs que les sépales, à onglet court), 5 étamines soudées entre elles par leur base et un pistil surmontés de 5 styles.
Le fruit est une capsule globuleuse, glabre, à 10 loges, de 4-6 x 4-6 mm à cloisons barbues. Les graines longues de 3 mm au plus, sont luisantes et sans bec.
Le lin cultivé (L. usitatissimum) a généralement des feuilles plus longues, des pétales de 10-15 mm plus gros, des capsules et des graines plus grosses.

## Répartition
Le lin bisannuel est originaire du Bassin méditerranéen et d'Europe occidentale en allant au nord jusqu'en Angleterre et en Irlande.
En France, on peut, par exemple, le trouver dans les Landes des Trois Pierres ou dans les Coteaux calcaires des bords de la Nizonne et de la Belle en Dordogne. En 2021, à Mesplède dans les Pyrénées-Atlantiques, une une filière de production de lin a débuté appelé "Lin des Pyrénées".

## Synonymes
D'après Tropicos, Linum bienne Mill., le nom accepté, a pour synonyme :
- Linum angustifolium Huds.

## Album

Port.
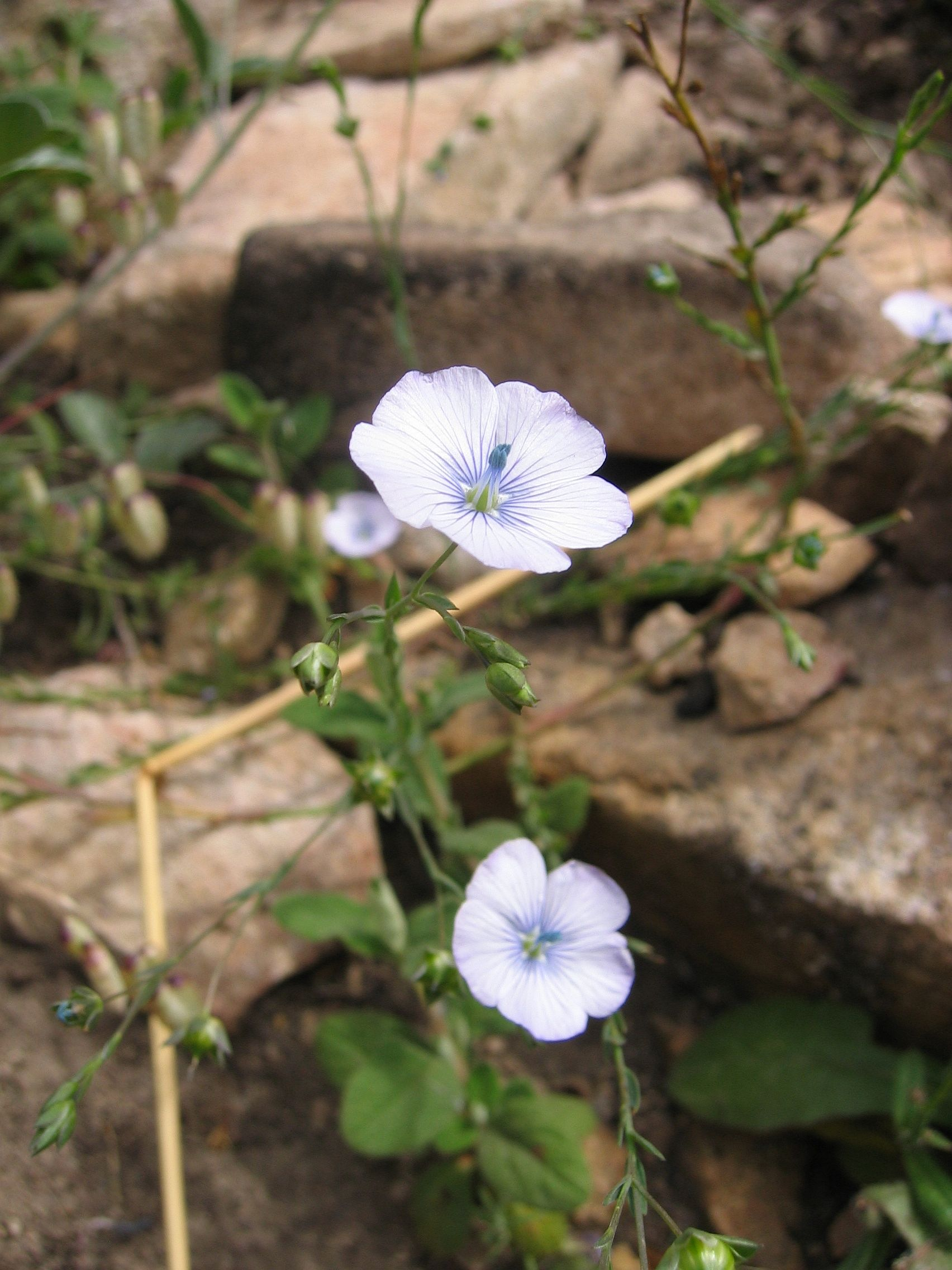
Fleur.
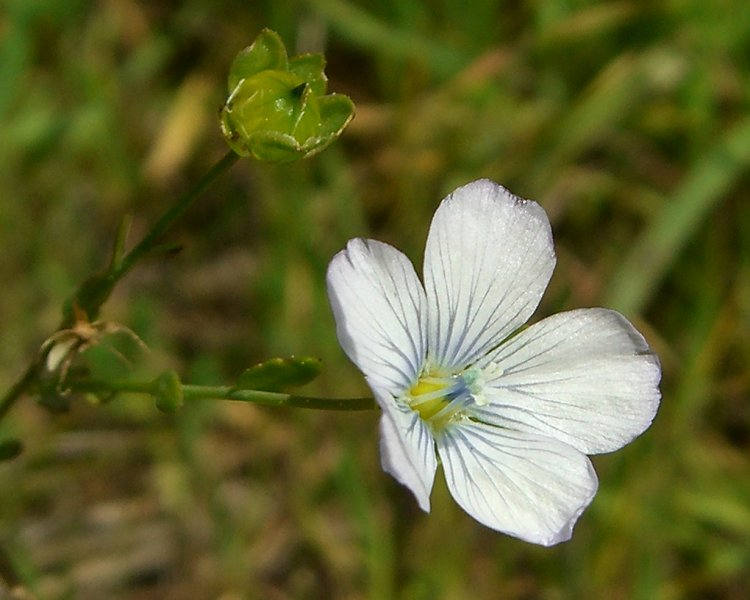
Fleur bleu pâle.